# Chojnów (gromada)
Chojnów – dawna gromada, czyli najmniejsza jednostka podziału terytorialnego Polskiej Rzeczypospolitej Ludowej w latach 1954–1972.
Gromady, z gromadzkimi radami narodowymi (GRN) jako organami władzy najniższego stopnia na wsi, funkcjonowały od reformy reorganizującej administrację wiejską przeprowadzonej jesienią 1954 do momentu ich zniesienia z dniem 1 stycznia 1973, tym samym wypierając organizację gminną w latach 1954–1972.
Gromadę Chojnów z siedzibą GRN w mieście Chojnowie (nie wchodzącym w skład gromady) utworzono 1 stycznia 1960 w powiecie złotoryjskim w woj. wrocławskim z obszarów zniesionych gromad Konradówka, Niedźwiedzice i Dobroszów w tymże powiecie. Dla gromady ustalono 27 członków gromadzkiej rady narodowej
1 lipca 1968 do gromady Chojnów włączono wieś Budziwojów ze zniesionej gromady Brochocin w tymże powiecie.
1 stycznia 1970 do gromady Chojnów włączono obszar gruntów o powierzchni 162,06 ha z południowo-wschodniej części miasta Chojnowa w tymże powiecie; z gromady Chojnów wyłączono natomiast części obszarów miejscowości Goliszów, Michów i Konradówka o łącznej powierzchni 36,67 ha, włączając je do Chojnowa.
Gromada przetrwała do końca 1972 roku, czyli do kolejnej reformy gminnej. 1 stycznia 1973 w powiecie złotoryjskim reaktywowano zniesioną w 1954 roku gminę Chojnów.